# Семенищево
Семени́щево (рос. Семенищево) — присілок у складі Митищинського міського округу Московської області, Росія.

## Населення
Населення — 35 осіб (2010; 27 у 2002).
Національний склад (станом на 2002 рік):
- росіяни — 96 %